# Гідроенергетика України
Гідроенергетика України — галузь енергетики, заснованої на енергії води.

## Загальна характеристика

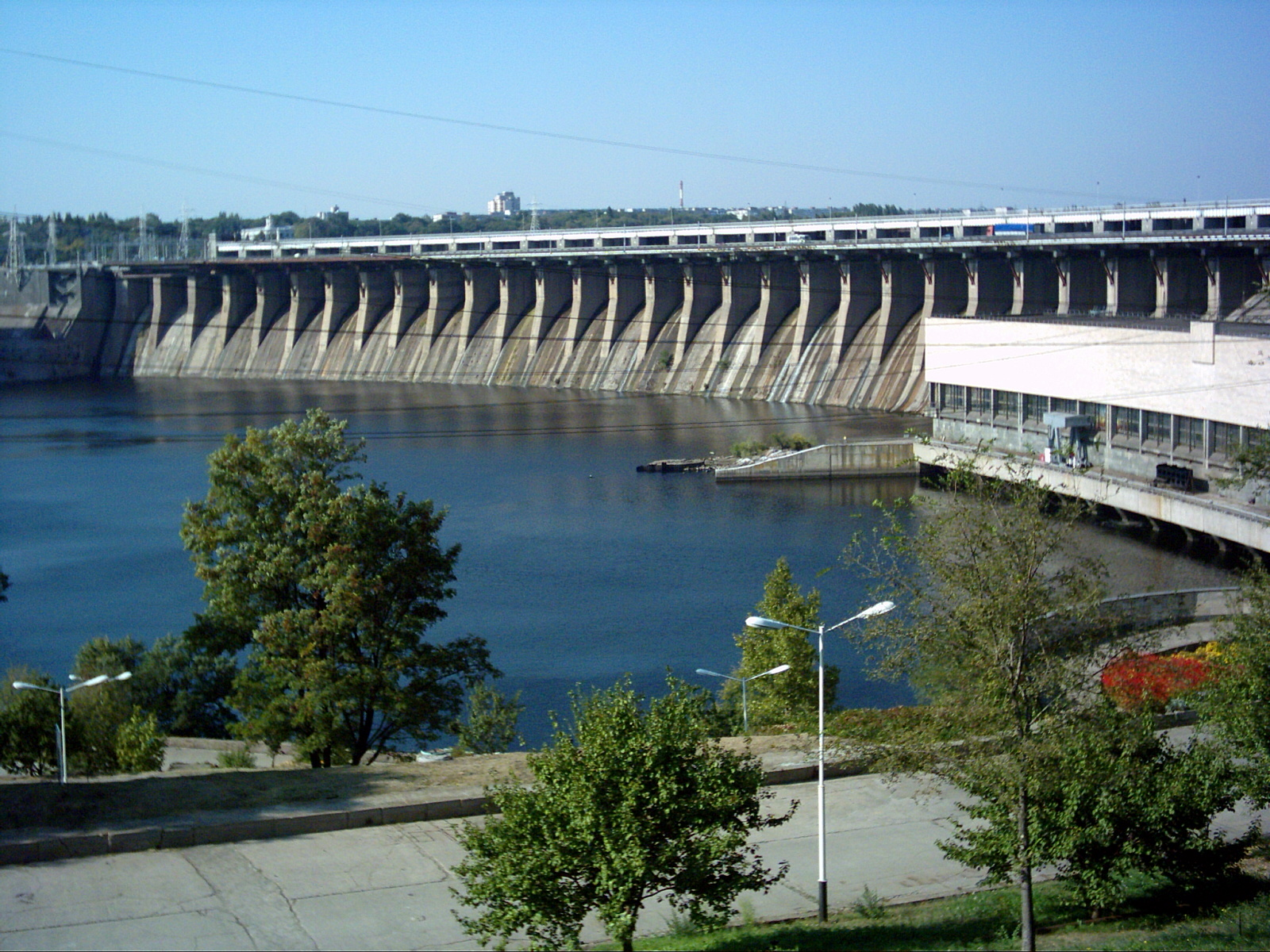
Дніпровська ГЕС у Запорізькій області

В енергетичному комплексі України гідроелектростанції посідають третє місце після теплових та атомних. Сумарна встановлена потужність ГЕС України нині становить 8 % від загальної потужності об'єднаної енергетичної системи країни. Середньорічний виробіток електроенергії гідроелектростанціями дорівнює 10,8 млрд кВт·год. Встановлено, що економічні та технічні можливості використання гідроенергоресурсів України дорівнюють близько 20 млрд кВт·год., а нині використовується не більше 50 %. Основний використовуваний потенціал зосереджений на ГЕС Дніпровського каскаду (потужність — 3,8 ГВт, виробіток — 9,9 ГВт·год): Дніпровська ГЕС, Київська ГАЕС (гідроакумулююча), Ташлицька ГАЕС.
Окрім ГЕС і ГАЕС, в Україні нині експлуатуються 49 так званих малих ГЕС, які виробляють понад 200 млн кВт·год електроенергії. Але вони мають недоліки: швидке зношення обладнання, пошкодження споруд напірного фонтана, замулення водосховищ, недостатнє використання засобів автоматики та контролю.
Подальший розвиток гідроенергетики потребує реконструкції і технічного вдосконалення гідровузлів. Заміну фізично застарілого обладнання слід здійснювати на сучасному рівні (з використанням засобів автоматизації та комп'ютеризації).
Основні каскади гідроелектростанцій — Дніпровський каскад, Дністровський каскад та недобудований каскад на Південному Бузі.

## Плани розвитку
У проєкті плану заходів із реалізації Енергетичної стратегії України на період до 2050 року, опублікованому на сайті Міненерго 11 грудня 2024 року плануться дослідження можливості будвництва нових ГЕС та ГАЕС:
- Верхньо-Дністровського каскаду ГЕС (79,2 МВт);
- каскаду ГЕС на українській ділянці річки Тиса (220 МВт);
- каскаду ГЕС на нижній ділянці річки Тересва у Закарпатській області (24 МВт);
- каскаду ГЕС на прикордонній частині річки Тиса з Румунією;
- Закарпатської ГАЕС (1200 МВт);
- руслових ГЕС на річці Шопурка у Закарпатській області (0,5 МВт);
- Запорізької ГАЕС на базі гранітного кар'єру;
- ГАЕС в кар'єрах Полтавського гірничо-збагачувального комбінату.

У 2025 році Укргідроенерго планує почати будівництво в Черкаській області першої гідроелектростанції із захистом за прикладом Південної Кореї. Канівська ГАЕС матиме потужність на рівні 1000 МВт, а її вартість становитиме $1,5–2 млрд.

## Проєктування
- Укргідропроект

## Оператор
- Укргідроенерго

## Заходи безпеки
Постійний контроль за станом безпеки гребель водосховищ та гідроелектростанцій здійснюють Міністерство енергетики та вугільної промисловості України, Державне агентство водних ресурсів України, Державна служба України з надзвичайних ситуацій, Український гідрометеорологічний центр. Щорічно, та при нагальній потребі вони інформують Кабінет Міністрів України, Раду національної безпеки та оборони України, профільні комітети Верховної Ради України щодо стану основних споруд ГЕС та водосховища.